# Montreal Locomotive Works
Montreal Locomotive Works (MLW) era una compagnia canadese produttrice di locomotive e materiale rotabile ferroviario che ha assunto diverse denominazioni e trasferimenti di proprietà tra 1883 e 1985. Chiuse definitivamente nel 1993.

## Storia

### Premesse

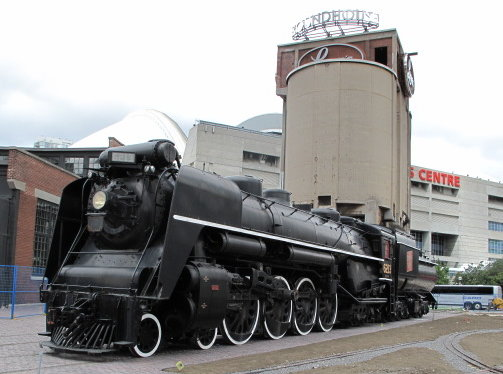
Locomotiva CNR 6213, tipo 242, costruita da Montreal Locomotive Works (69711/1943)

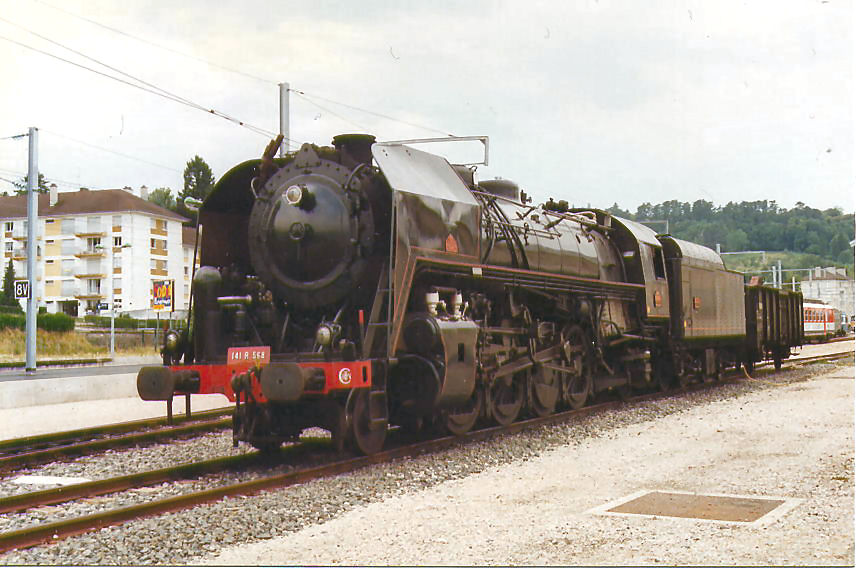
Locomotiva 141 R, una delle realizzazioni MLW per le ferrovie francesi

La prima denominazione della società fu, alla sua creazione nel 1883, quella di Locomotive and Machine Company of Montreal Limited; il suo obbiettivo era la produzione di locomotive a vapore per il mercato interno canadese al tempo in grande sviluppo con le forniture necessarie alla Canadian Pacific Railway, Grand Trunk Railway, Intercolonial Railway. Il primo quindicennio del XX secolo (1900-1915) fu un periodo favorevole alla fabbrica in quanto lo sviluppo della rete ferroviaria del Canada e le politiche doganali e tariffarie attuate favorivano la produzione locale rispetto a quella proveniente dagli Stati Uniti.

### Nascita della compagnia
Nel 1901, negli Stati Uniti nacque la compagnia American Locomotive Company (ALCO) di Schenectady formata dall'unione di alcune società in difficoltà finanziarie; tre anni dopo, nel 1904, procedette anche all'acquisto della Locomotive and Machine Company of Montreal allo scopo di avere accesso diretto al mercato canadese. Quest'ultima si trasformò quindi in una filiale e qualche anno più tardi cambiò la propria denominazione in Montreal Locomotive Works (MLW). MLW iniziò quindi la produzione o l'assemblaggio di prodotti della ALCO conquistando così buona parte del mercato canadese.
Nel 1918 in seguito alla decisione di formare una rete nazionale canadese (Canadian National Railway) che aggregasse la rete di varie compagnie private in fallimento, venne stabilita anche una regola che obbligava la Crown corporation ad acquistare i propri rotabili da più produttori per non dare adito ad alcun monopolio. La Canadian National Railway, che ammodernò la sua flotta tra gli anni venti e gli anni quaranta sostituendo le locomotive dei tipi più eterogenei acquisite dalla fusione delle società con tipi nuovi costruiti secondo le proprie specifiche ordinò una consistente quota di esse alla MLW.

### Interludio bellico
In seguito allo scoppio della seconda guerra mondiale anche la MLW dovette riconvertirsi in fabbrica di materiale bellico per gli Alleati del Commonwealth; tra la sua produzione vi furono i carri armati Ram e M4 Sherman Grizzly, cannoni semoventi Sexton e artiglieria. In tale occasione ebbe inizio l'impiego di manodopera femminile.

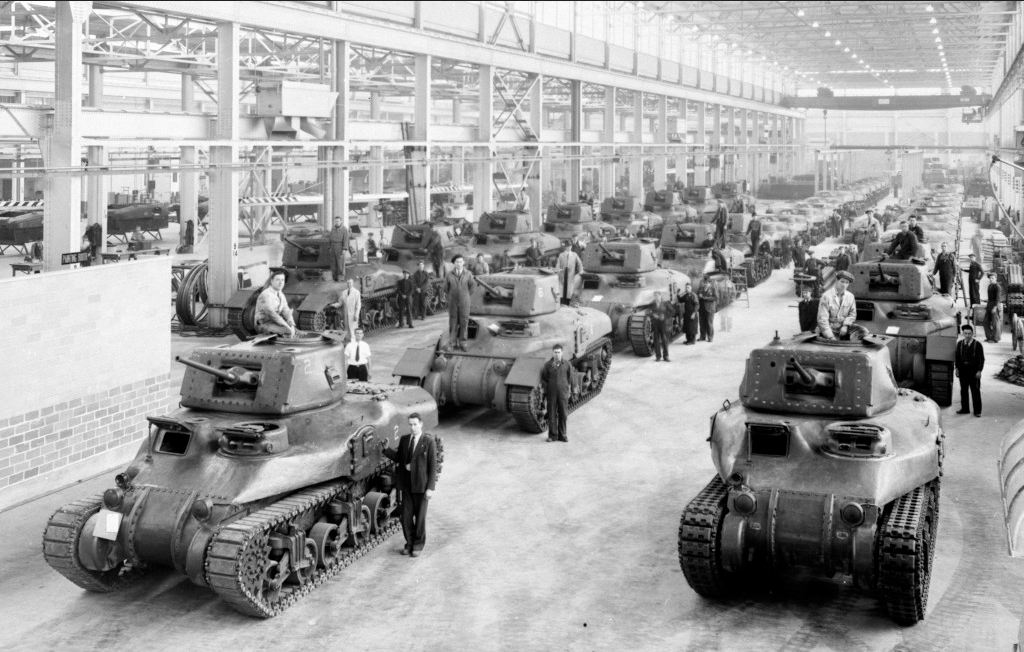
Carri armati d'assalto Ram presentati nella fabbrica di Montreal Locomotive Works.

### Conversione della produzione
Finita la guerra l'industria ferroviaria canadese riprese la produzione precedente beneficiando contemporaneamente di una forma di protezionismo governativo, ma l'ingresso sul mercato delle locomotive Diesel aprì una nuova competizione; nel 1949, General Motors aprì in Canada una filiale della sua divisione di locomotive diesel-elettriche con il nome General Motors Diesel Division (GMD), a London.
Allo stesso tempo, il concorrente tradizionale di MLW nel settore del "vapore", la Canadian Locomotive Company (CLC), era entrata in partenariato con Baldwin Locomotive Works di cui importava le locomotive e quelle della consociata Whitcomb Locomotive Works. Quando la Baldwin fermò la produzione la CLC mise in produzione locomotive su licenza Fairbanks-Morse, tra cui le locomotive FM H-24-66 Trainmaster oltre che locomotive di manovra. 'MLW' quindi fu quindi costretta a presentare i suoi primi locotrattori e locomotori di manovra diesel adattando i progetti di locomotive Alco. Nel 1951 MLW mise in produzione le sue prime locomotive per treni merci.

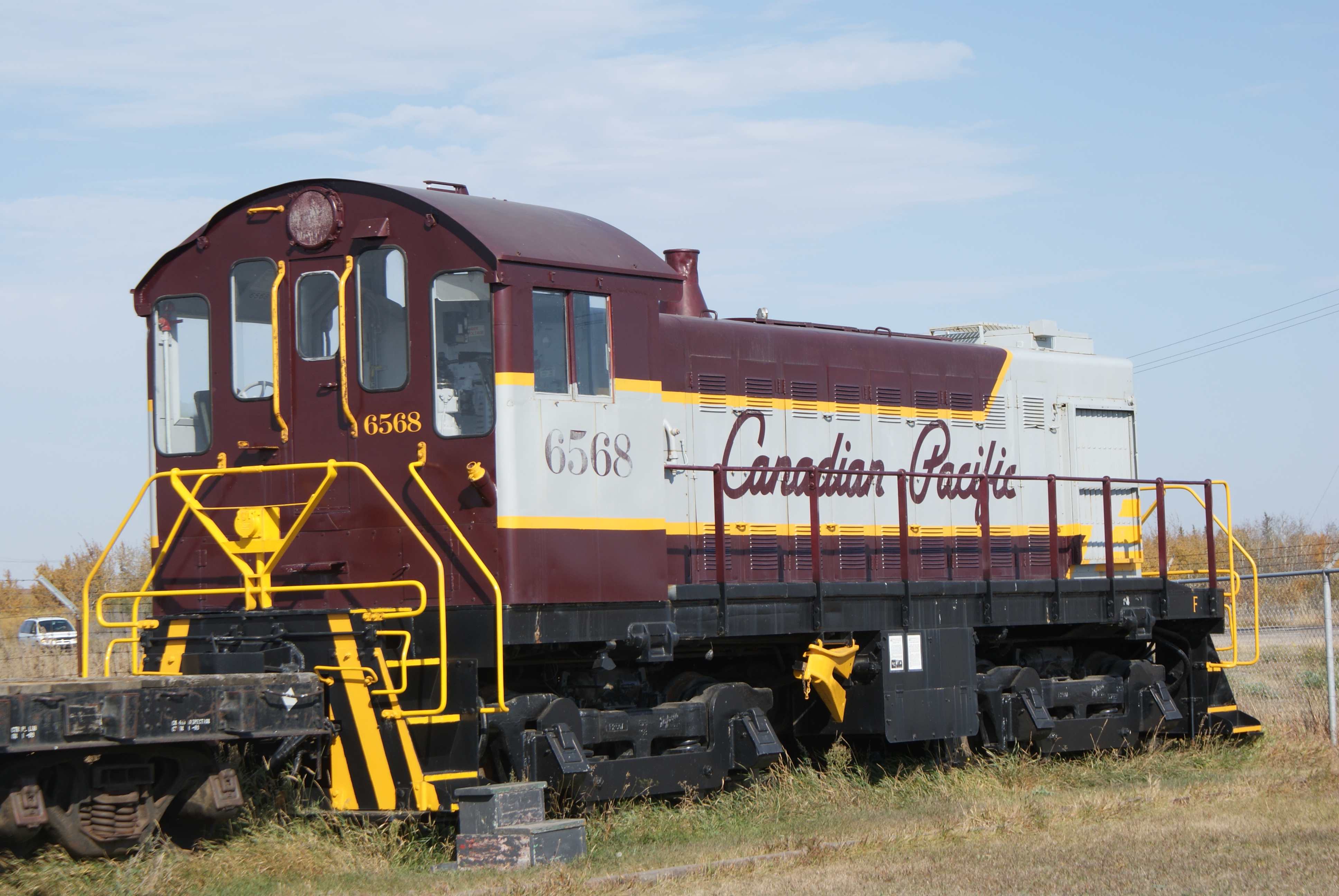
Locomotiva diesel elettrica MLW

La CNR continuò ad utilizzare le locomotive a vapore durante gli anni cinquanta mentre le ferrovie statunitensi si erano convertite al diesel. Più tardi, entro la prima metà degli anni sessanta, le ferrovie canadesi dovettero decidere la transizione per rimanere competitive. Il quindicennio di ritardo consentì comunque un consistente utile alle aziende canadesi mentre le aziende statunitensi accusavano già un calo della domanda di là del confine.
MLW fu avvantaggiata dalle ordinazioni delle Ferrovie del Canada anche perché la politica nazionalistica del Quebec spinse il governo federale a far pressione sulle CNR perché aumentassero la quota di ordinazioni alla società.
Anche altre aziende preferirono le locomotive MLW/ALCO, più prestanti sulle pendenze più dure e più affidabili nei sistemi elettrici anche in seguito alla partnership con General Electric. Altro fattore favorevole fu la politica "flessibile" del governo canadese verso i paesi comunisti e del Terzo Mondo dato che ne promuoveva i contratti di esportazione mentre le aziende americane soffrivano delle severe restrizioni per embargo o contingentamento.
Nel 1960, MLW acquisì dalla Toronto Transit Commission la commessa per la costruzione di 36 convogli, serie M 1, per la metropolitana di Toronto; si trattava della prima produzione del genere progettata e costruita in Canada.. L'impegno della MLW nel settore ebbe tuttavia breve vita in quanto la successiva ordinazione venne fatta alla Hawker Siddeley Canada.

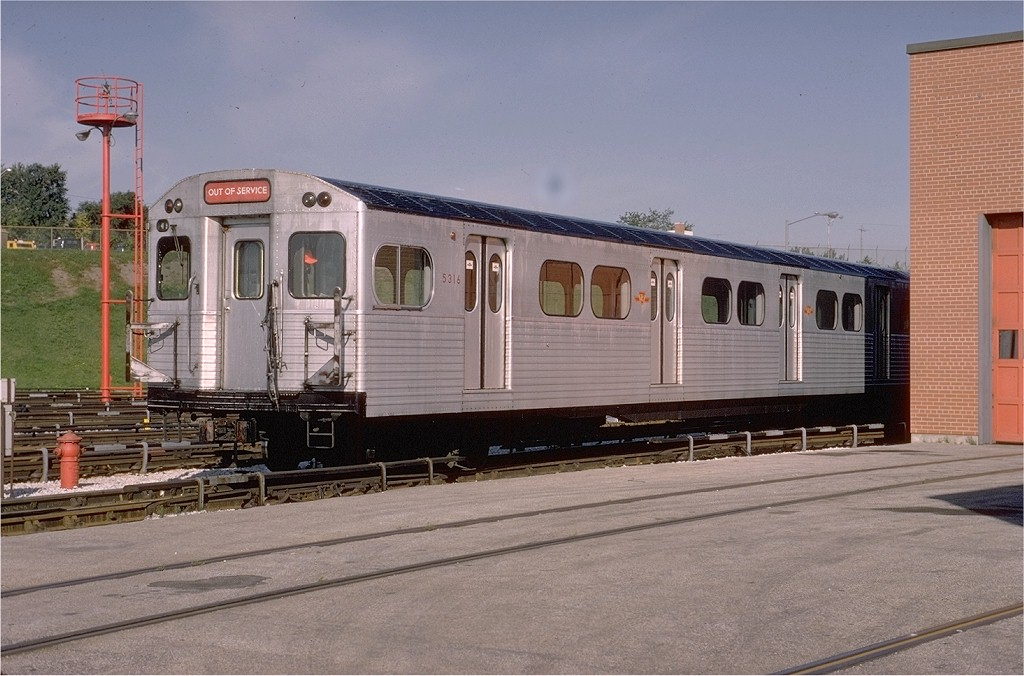
MLW M1, serie per metropolitana

### Worthington acquista la MLW
Nel corso degli anni sessanta la ALCO accusò seri problemi finanziari anche in conseguenza dell'ingresso della General Electric nel mercato statunitense dei locotrattori. Nel 1964 Worthington Corporation acquistò la MLW che in conseguenza di ciò fu ridenominata MLW-Worthington. Nel 1967, Worthington si fuse con la Studebaker storica fabbricante di automobili assumendo il nome di Studebaker Worthington Inc. L'anno dopo (1968) la 'ALCO dismise le sue divisioni di produzione e nel 1969 furono chiusi anche gli stabilimenti di Schenectady; i progetti e i diritti connessi alla produzione di locomotive vennero venduti alla MLW.
Lo stesso anno, MLW-Worthington rivide i propri programmi produttivi di locomotive e alcuni reparti produttivi motori diesel furono venduti alla White Motor Corporation nel 1970. Nel corso degli anni settanta MLW-Worthington continuò a produrre una seconda generazione di locomotive diesel, in Canada, con il solo GMD come concorrente dopo la chiusura, nel 1969, della CLC.
L'azienda, di conseguenza, rimase uno dei capofila del campo in Nord America e la "filosofia progettuale canadese" continuò ad esercitare anche in seguito la sua influenza sulle locomotive prodotte nel continente. Il tipo di locomotiva 'MLW M-420' con l'ampia cabina arretrata che oltre a permettere una visuale in avanti e verso la coda del convoglio garantisce una maggior sicurezza per il conducente in caso di collisione, è divenuto la norma in Canada. In seguito anche i produttori americani, negli anni ottanta, hanno adottato tali specifiche costruttive.

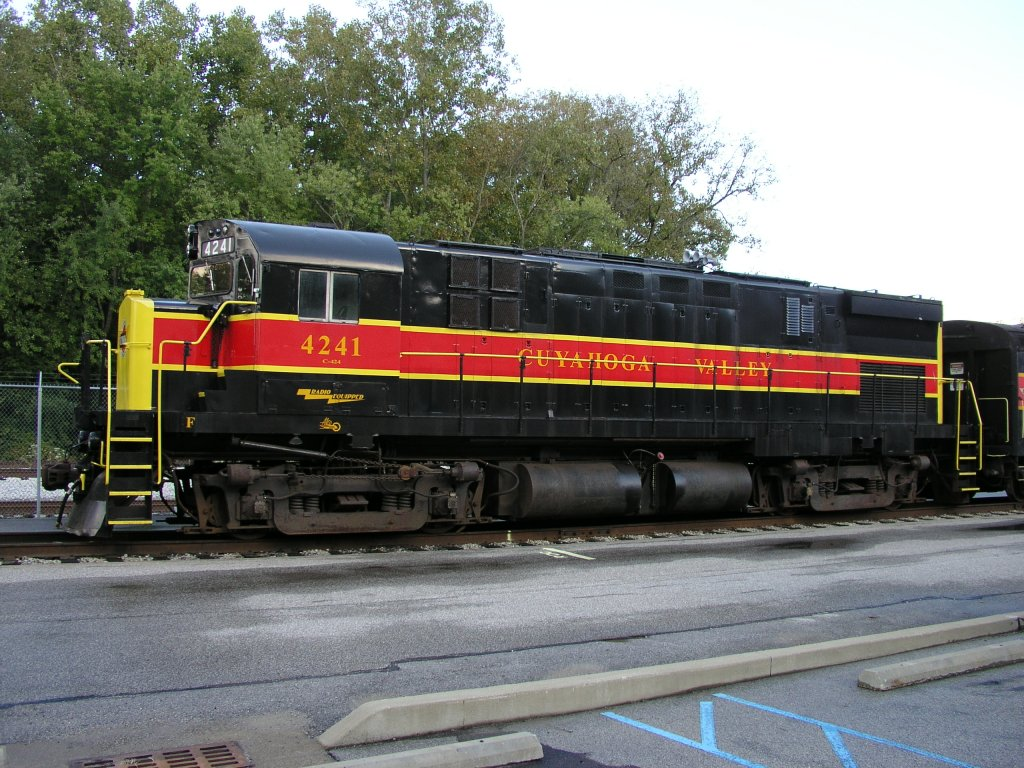
Locomotiva MLW tipo C424

### MLW confluisce in Bombardier

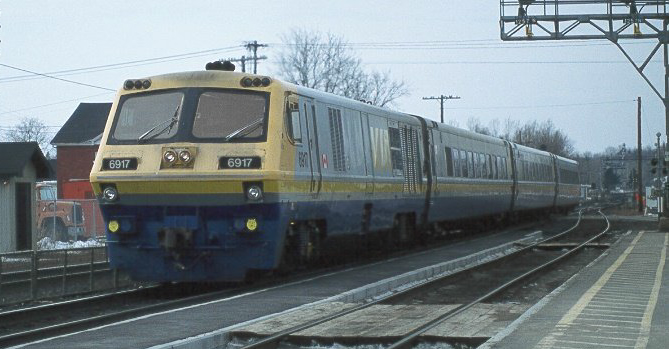
LRC 6917 in arrivo a Brockville, Ontario

Nel 1975, Bombardier, fece il suo ingresso nel settore ferroviario acquisendo una partecipazione di maggioranza in MLW-Worthington e incorporandola nella sua divisione Bombardier Transportation. MLW continuò a sviluppare locomotive di nuova concezione fino al 1980. Godendo della sua posizione a Montreal ancora sede di CNR e VIA Rail e della situazione politica, MLW ottenne il contratto per la costruzione del LRC passenger train (Light, rapid and comfortable) trainato da locomotive diesel di 3.750 HP, un treno veloce per Via Rail utilizzato fino al 2005 e le cui vetture sono ancora utilizzate con locomotive più moderne.
A metà degli anni ottanta 'MLW' sviluppò una prima versione sperimentale di locomotiva, la MLW M-640, che non ebbe seguito. Successivamente, MLW Bombardier produsse la serie HR (Highly Reliable), locomotive a 4 e 6 assi per treni merci tipo HR412 (4 assi, 12 cindri) e HR616 (6 assi, 16 cilindri) delle ferrovie canadesi (CNR) di cui vennero prodotti solo trenta esemplari a causa di vari problemi meccanici ed elettrici.
Nel 1985, Bombardier cambiò i suoi obiettivi, uscendo dalla produzione di locomotive, diversificandosi nel campo dell'aviazione con l'acquisto di Canadair e del materiale ferroviario rimorchiato; nell'1988 venne presa la decisione di vendere MLW alla GE Transportation Systems che la utilizzò per la costruzione di locomotive dello stesso tipo di quello che aveva causato in precedenza problemi finanziari negli Stati Uniti alla ALCO. MLW venne chiusa nel 1993; gli edifici e gli stabilimenti vennero in parte distrutti da un incendio nel 2001 e in parte acquistati dal Consiglio Nazionale delle Ricerche del Canada.
Bombardier è ritornata in seguito alla produzione di locomotive ma con caratteristiche simili o mutuate dalla tecnologia europea non ritenendo di utilizzare più nulla della "vecchia" filosofia costruttiva ALCO/MLW.